# Steve Williamson

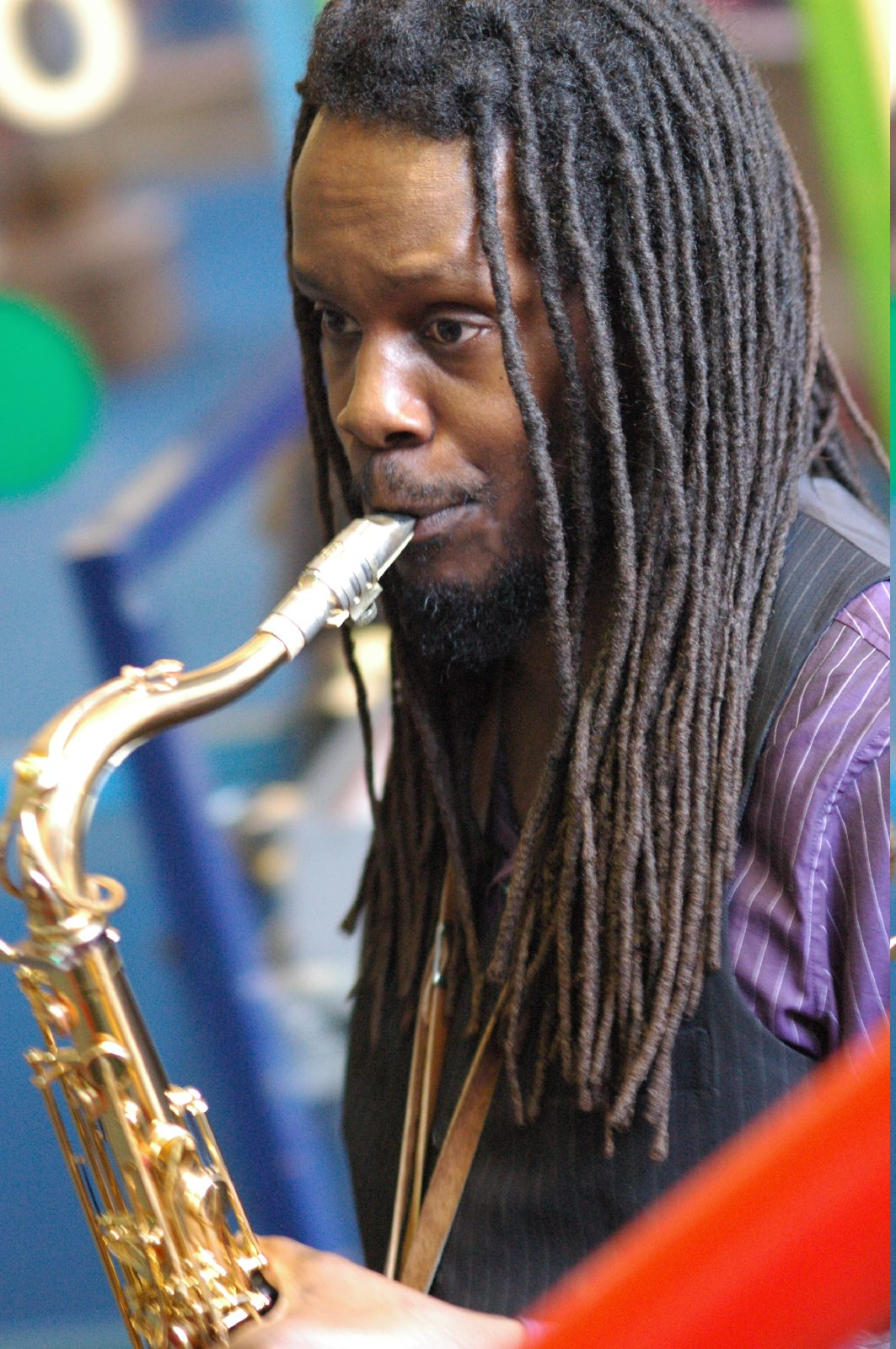
Steve Williamson 2007

Steve Williamson (* 28. Juni 1964 in London) ist ein britischer Jazzmusiker (Tenor-, Sopran-  und Altsaxophon, Keyboard sowie Komposition).

## Leben und Wirken
Williamson begann erst mit sechzehn Jahren Saxophon zu spielen und sammelte erste musikalische Erfahrungen in Reggaebands. 1984 und 1985 absolvierte er ein Studium an der Guildhall School of Music and Drama. Anschließend arbeitete er überwiegend mit eigenen Gruppen. Anlässlich des Open-Air-Festivals zum Geburtstag von Nelson Mandela 1988 trat er gemeinsam mit Courtney Pine im Wembley-Stadion auf, danach mit Art Blakey bei Ronnie Scott. Im gleichen Jahr spielte er in Louis Moholos Viva La Black und 1990 in Chris McGregors Brotherhood of Breath. In den 1990er Jahren trat er nicht nur mit seiner eigenen Band auf, sondern auch in Projekten von Iain Ballamy, aber auch mit Maceo Parker, Bheki Mseleku, Us3 und Graham Haynes. Er baut auf den Konzepten von M-Base auf und ist auch gegenüber dem Acid Jazz aufgeschlossen.

## Diskographie (Auswahl)
- A Waltz for Grace (1989, mit Abbey Lincoln)
- Rhyme Time (1991, mit Cassandra Wilson)
- Journey To Truth (1995)